# Tino Tabak
Pour les articles homonymes, voir Tabak.
Tino Tabak, né le 6 mai 1946 à Enschede, est un coureur cycliste professionnel néerlandais, d'origine néo-zélandaise. Il est professionnel de 1971 à 1978.

## Biographie
Tino Tabak est né le 6 mai 1946 à Enschede.

## Palmarès

### Amateur
- 1965
  -  Champion de Nouvelle-Zélande sur route
  - Tour de Southland
- 1966
  - Tour de Southland
  - Dulux Tour Six Day :
    - Classement général
    - 3e et 7e étaped
- 1967
  - Tour de Southland
  - Dulux Tour Six Day
- 1969
  - 2e de Gand-Wevelgem amateurs
  - 3e du Circuit de la Sarthe
- 1970
  - Tour de Hollande-Septentrionale
  - 6e étape du Tour de Rhénanie-Palatinat
  - 1re étape du Grand Prix de l'Avenir
  - 2e du Tour de Drenthe
  - 3e du Tour de Rhénanie-Palatinat
  - 3e du Grand Prix de l'Avenir
  -  Médaillé de bronze du championnat du monde du contre-la-montre par équipes

### Professionnel
| - 1971 - 3e du Grand Prix de Hannut - 1972 - Champion des Pays-Bas sur route - Circuit des Ardennes flamandes - Ichtegem - 5e étape de la Semaine catalane - 3e du Tour du Levant - 6e de la Semaine catalane - 1973 - Grand Prix de Menton - Grand Prix de Cannes - 3e de Kuurne-Bruxelles-Kuurne | - 1974 - Circuit du Pays de Waes - Ronde van Midden-Zeeland - 2e du Circuit de la région frontalière - 3e du Grand Prix de Cannes - 1975 - 2e de Kuurne-Bruxelles-Kuurne - 2e d'À travers les Flandres |  |

## Résultats sur les grands tours

### Tour de France
4 participations 
- 1971 : abandon (10e étape)
- 1972 : 18e
- 1973 : abandon (9e étape)
- 1976 : hors-course (16e étape)

### Tour d'Espagne
1 participation 
- 1971 : 37e